# Fort Hamilton
Le fort Hamilton est situé dans le coin sud-ouest de Brooklyn entouré par les communautés de Bay Ridge et Dyker Heights, et est l'un des divers postes qui font partie de la région dont le quartier général est au district militaire de Washington. Sa mission est de fournir au Grand New York une installation militaire de soutien pour la garde nationale de l'armée et de la réserve de l'armée des États-Unis. Le fort original a été achevé en 1831, avec les principaux ajouts effectués dans les années 1870 et 1900. Cependant, toutes les défenses à l'exception environ la moitié du fort original ont été détruits ou enfouis.

## Histoire
Le 4 juillet 1776, une petite batterie américaine (le fort Narrows) sur le site de l'actuel fort Hamilton (la rive est de la Narrows) tire sur l'un des convois de troupes militaire britanniques destinés à réprimer la révolution américaine. Le HMS Asia subit des dégâts et des pertes, mais en opposition à l'immense flotte ce n'est qu'un peu plus que symbolique. Toutefois, cet événement significatif marque l'une des premières utilisations du site à des fins militaires.

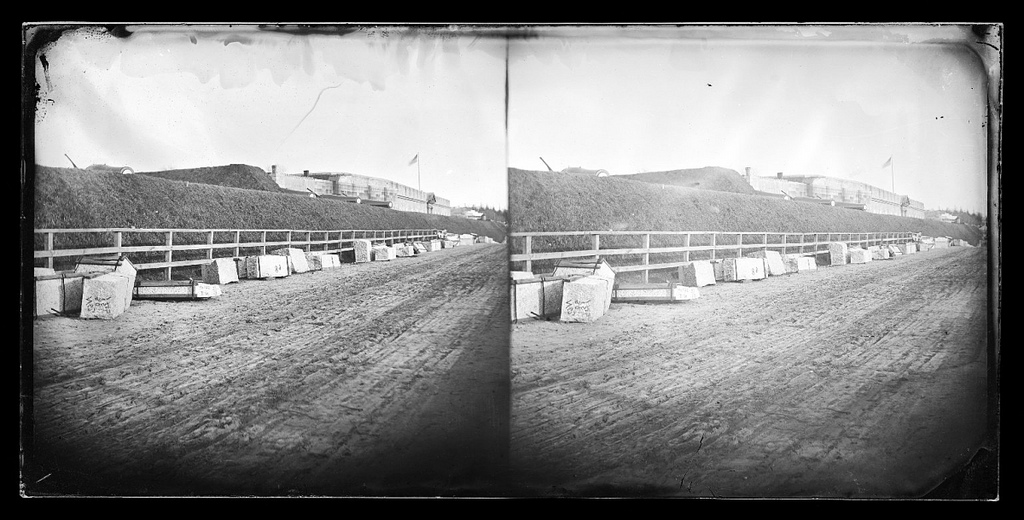
Rive à Fort Hamilton, Brooklyn, ca. 1872-1887

La guerre de 1812 souligne l'importance des défenses côtières (alors que les britanniques brûlent des parties de Washington, DC) et contribue à promouvoir un nouveau cycle de construction de forts. Les nouveaux forts, y compris le fort Hamilton, sont finalement appelée le troisième système des forts côtiers des États-Unis. La pierre angulaire du fort Hamilton est mise en place par son créateur, Simon Bernard, le 11 juin 1825. Bernard était auparavant un ingénieur militaire français sous Napoléon, qui a rejoint l'armée américaine après la défaite de Napoléon en 1815. Six ans et un demi-million de dollars plus tard, le fort est prêt à recevoir sa garnison, d'abord la batterie F du 4th U.S. Artillery.
Fort Hamilton (maintenant le Casemate Fort, Whiting Quadrangle) est d'abord conçu comme une défense terrestre pour le fort Lafayette, bien qu'il ait une façade maritime. Le fort Lafayette est en mer sur le Hendricks Reef, et est démoli dans les années 1960 pour faire place à la tour est du pont Verrazano-Narrows. Le fort Hamilton est en forme de trapèze, avec le côté large face à la Narrows et le côté étroit face à l'intérieur des terres. Il y a deux niveaux de canon tout autour : un niveau de casemates à l'intérieur du fort et un niveau de barbette sur le toit. Des meurtrières pour les fusils sont réparties sur les trois côtés tournés vers la terre. Un fossé sec protège également ces trois côtés. Une caponnière, une caractéristique rare dans les forts des États-Unis, projette dans le fossé pour se défendre contre les attaques. Deux petites caponnières insérées dans les extrémités de la tranchée, sont en saillie vers la mer. Une porte de sortie du fort est au milieu de ce front. Une redoute carrée avec son propre fossé est situé derrière le fort, afin de fournir une première position de défense à terre.
Bien que les références à la structure du fort Hamilton remontent dès 1826, il n'est pas officiellement nommé en référence à l'ancien officier supérieur de l'armée des États-Unis et premier secrétaire du Trésor, Alexander Hamilton, avant le XXe siècle. En 1839, le gouvernement fédéral donne la permission au 27th Regiment de l'État de New York de s'entraîner dans le fort, le qualifiant ainsi comme le premier camp d'entraînement de la garde nationale de la nation. L'année suivante, on alloue 20 000 $ afin d'améliorer l'armement du fort, et le capitaine Robert E. Lee, puis officier du corps du génie de l'armée, est affecté à la tâche d'améliorer les défenses du fort, ainsi que ceux d'autres installations militaires dans la région. Lee sert en tant qu'ingénieur du poste de fort Hamilton de 1841 à 1846 et est crédité de la conception initiale de plusieurs forts de la région de New York, notamment les fort Richmond et fort Tompkins reconstruits, à côté du fort de Willets Point et le fort à Sandy Hook. Le lieutenant Thomas « Stonewall » Jackson sert également au Fort Hamilton, et le capitaine Abner Doubleday sert comme commandant du poste en 1861, peu de temps après avoir servi au fort Sumter pendant le bombardement qui a déclenché la guerre de Sécession.

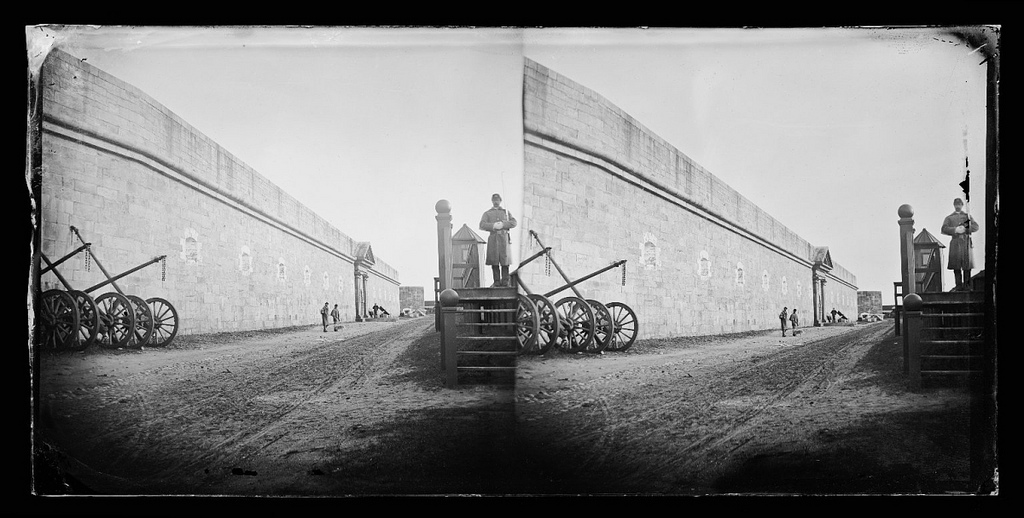
Sentinelle, fort Hamilton, Brooklyn, ca. 1872-1887

### Guerre de Sécession
Pendant la guerre de Sécession, la garnison du fort Hamilton est augmentée. Une barrière de navire à travers le Narrows assiste le fort Hamilton et ses forts jumeaux sur Staten Island, maintenant appelé le fort Wadsworth, protégeant le port contre la possibilité de raids confédérés. Les forts fournissent également des troupes pour aider à réprimer les émeutes de la conscription de New York de 1863. Le fort Hamilton sert également en tant que camp de prisonniers de guerre, et une « nouvelle batterie » extérieure de canons est ajoutée.
Les canons rayés rendent obsolètes les fortifications en maçonnerie à parois verticales au cours de la guerre de Sécession. La première réponse des forces de défense côtière des États-Unis a été une série de nouvelles batteries, avec des canons sur les positions ouvertes derrière les murs de terre et des magasins en briques avec une lourde couverture de terre entre les canons. La plupart sont situés près des forts. En 1871, la construction commence à Fort Hamilton avec une batterie d'eau  à huit canons et uns batterie de mortiers de 15 canons, mais cette dernière n'est jamais terminée ou armée. L'argent pour ces projets s'épuise à la fin des années 1870, et la défense côtière des États-Unis périclite, avec peu d'améliorations terminées pendant près de 20 ans.

### Programme Endicott
La commission des fortifications en 1855, présidé par le secrétaire à la Guerre, William C. Endicott et également appelé le « commission Endicott », recommande des améliorations de grandes envergures des défenses côtières des États-Unis, avec une nouvelle génération de canons rayés à chargement par la culasse modernes et de nombreuses nouvelles batteries de canons. La plupart des recommandations de la commission sont adoptées en tant que programme Endicott, et qui comprennent de grands changements et des améliorations du fort Hamilton. Plus de la moitié de l'ancien fort est démoli pour faire place à de nouvelles batteries de canons bétonnées. Le fort Hamilton devient une partie du district de l'artillerie de New York, rebaptisé en 1913 en défenses côtières du sud de New York.
Le tableau suivant montre les batteries de canons terminées du fort Hamilton, de 1898 à 1905. Dans la plupart des cas, les références n'indiquent pas le modèle précis de canon ou d'affût d'une batterie particulière ou les homonymes des batteries :
| Nom          | Nombre de canons | Type de canon                          | Type d'affût           | Années actives |
| ------------ | ---------------- | -------------------------------------- | ---------------------- | -------------- |
| Piper        | 8                | mortier de 12 pouces                   | barbette               | 1901-1942      |
| Harvey Brown | 2                | canon de 12 pouces                     | escamotable            | 1902-?         |
| Doubleday    | 2                | canon de 12 pouces                     | escamotable            | 1900-1943      |
| Neary        | 2                | canon de 12 pouces M1888               | barbette M1892         | 1900-1937      |
| Gillmore     | 4                | canon de 10 pouces                     | escamotable            | 1899-1942      |
| Lance        | 3                | canon de 10 pouces                     | escamotable            | 1898-1917      |
| Burke        | 4                | canon de 6 pouces M1900                | piédestal M1900        | 1903-1917      |
| Livingston   | 2                | canon de 6 pouces M1905                | escamotable M1903      | 1905-1920?     |
| Livingston   | 2                | canon de 6 pouces M1900                | piédestal M1900        | 1905-1948      |
| Johnston     | 2                | canon de 6 pouces M1900                | piédestal M1900        | 1902-1943      |
| Mendenhall   | 4                | canon de 6 pouces                      | escamotable            | 1905-1917      |
| Griffin      | 2                | canon Armstrong calibre 4,72 pouces/45 | piédestal              | 1899-1913      |
| Griffin      | 2                | canon de 3 pouces M1898                | masquage parapet M1898 | 1902-1920      |
| Griffin      | 2                | canon de 3 pouces M1903                | piédestal M1903        | 1903-1946      |

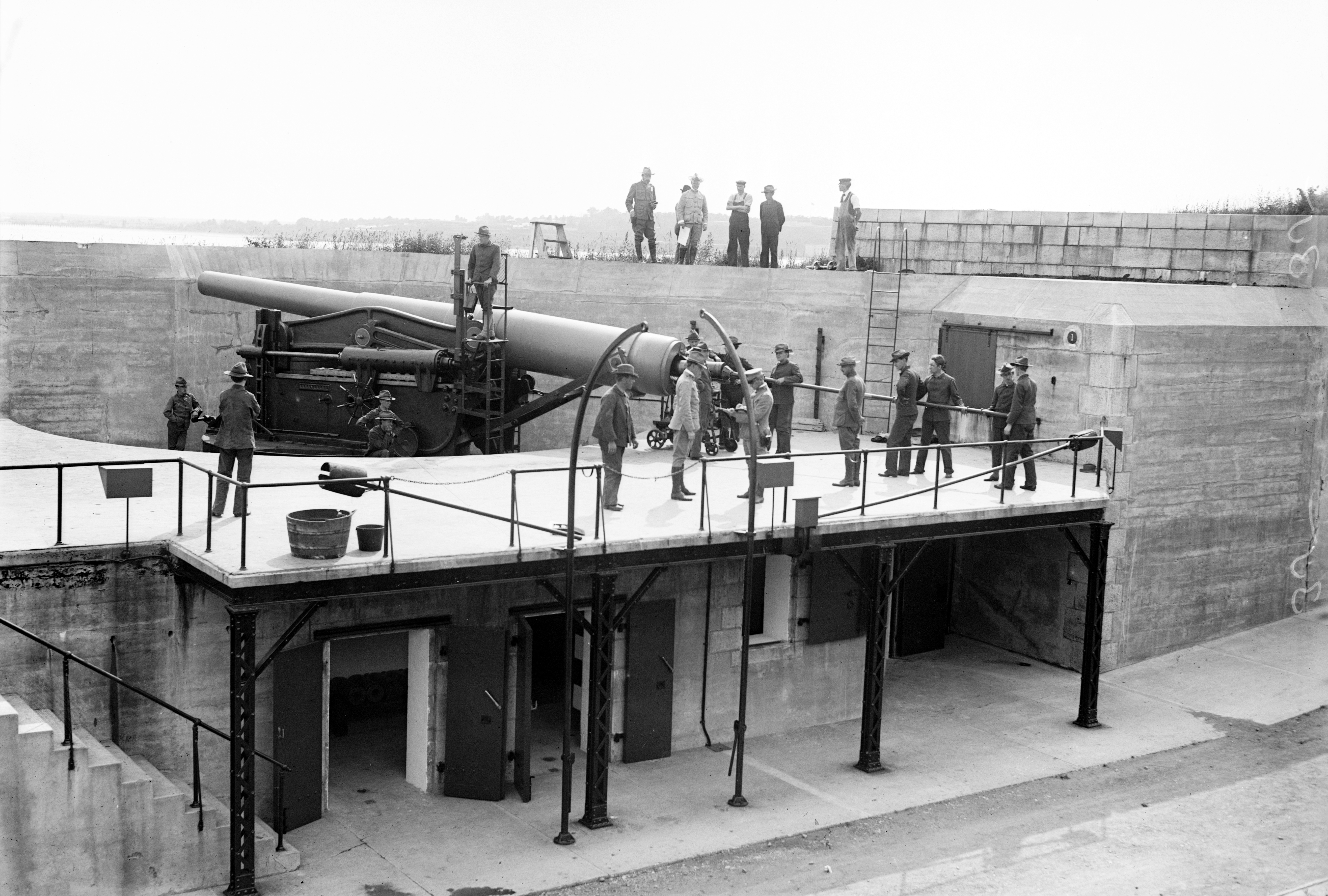
En juin 1908,la dixième compagnie du 13th Artillery District, NYNG (plus tard, le 245th Coast Artillery) charge un canon de 10 pouces au fort Hamilton

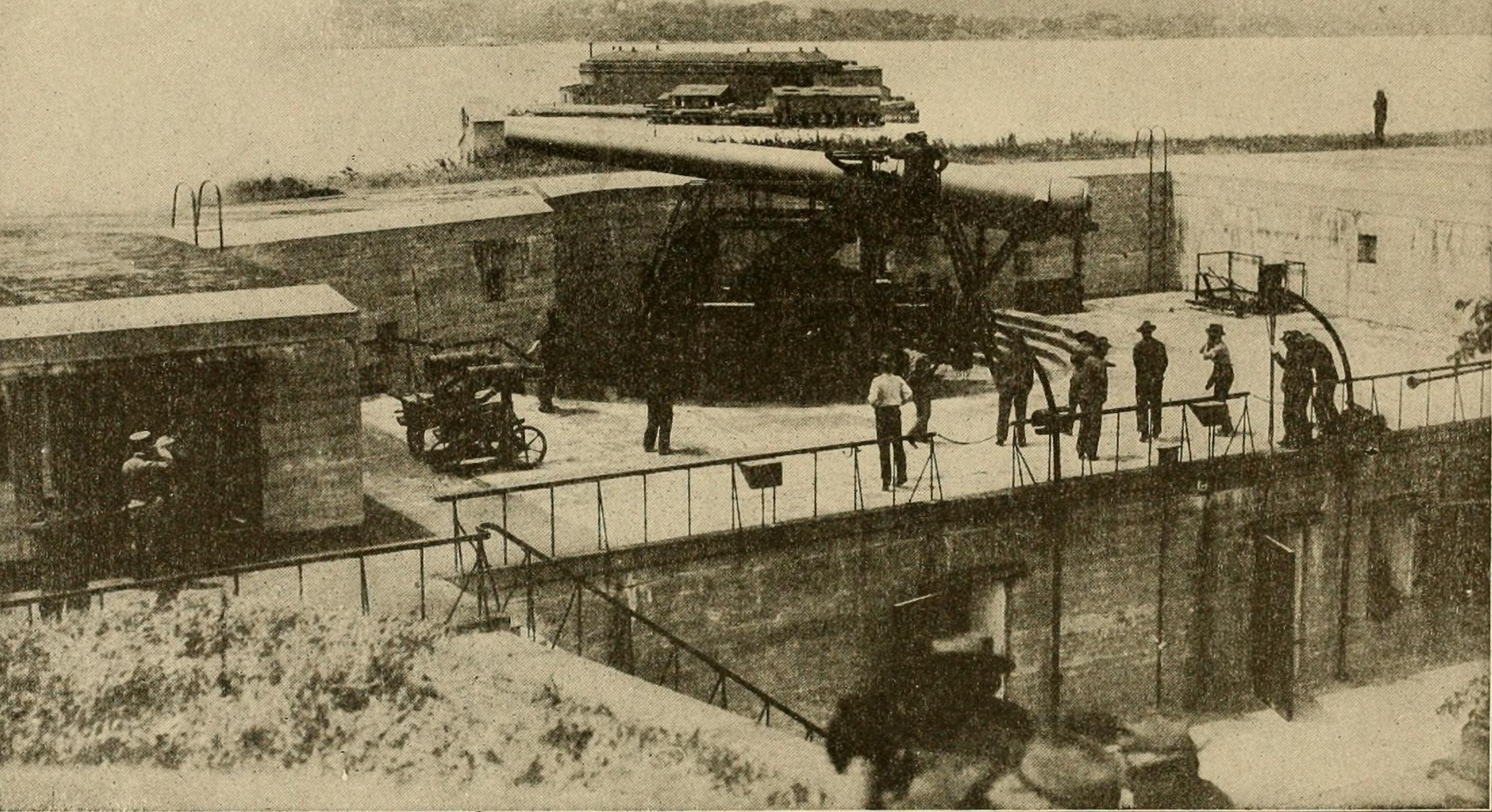
Canon de 12 pouces escamotable à fort Hamilton avec le fort Lafayette en arrière-plan.

Plusieurs batteries (Burke, Johnston, Brown, et Griffin) sont directement en face des restes de l'ancien fort, avec la batterie Griffin en avant et les autres en dessous. Les autres batteries s'étendent sur une ligne sud-est du vieux fort, avec la batterie Piper, la batterie de mortiers, bien en arrière de la ligne. La batterie Griffin semble avoir été conçue comme une batterie mixte de deux canons M1898 et M1903 de 3 pouces. Les canons 4,72 pouces de cette batterie sont ajoutés à la hâte après le déclenchement de la guerre hispano-américaine en 1898 ; ce sont des canons britanniques achetés parce que la plupart du programme Endicott est encore à des années de son achèvement. Les canons de calibre 4,72 pouces/45 sont transférés au fort Kamehameha, à Hawaii en 1913 pour concentrer ce type d'arme dans une région. La batterie Livingston est également une combinaison inhabituelle de deux canons escamotables de 6 pouces et de deux canons sur piédestal. Les batteries Gillmore et Spear sont à l'origine, une batterie de 7 canons sous l'ancien nom, mais ont été séparés en 1903, probablement pour améliorer la maîtrise du tir.

### Première guerre mondiale
L'entrée américaine dans la première guerre mondiale apporte beaucoup de changements au fort Hamilton, comme à la plupart des autres installations de la défense côtière. De nombreux bâtiments temporaires sont construits pour loger l'afflux de nouvelles recrues, des conscrits, et des unités en formation avant le déploiement à l'étranger. Comme l'artillerie côtière est l'une des quelques sources de personnel qualifié de l'armée, la branche est choisi pour opérer presque tous les artilleries lourdes et ferroviaires armée par les États-Unis dans la guerre, la plupart étant de fabrication française ou britannique. La plupart des agents des forts sont transférés dans de nouveaux régiments d'artillerie lourde. Aussi, plusieurs canons du fort Hamilton sont démontés pour servir potentiellement sur le front de l'ouest ; cependant, très peu d'armes de l'artillerie côtière de l'armée sont effectivement utilisés lors de la guerre, en raison des priorités d'expédition et d'une formation approfondie. Les trois canons de 10 pouces de la batterie Spear sont démontés pour une utilisation potentielle comme artillerie ferroviaire. Les huit canons de 6 pouces des batteries Burke et Mendenhall sont démontés pour une utilisation potentielle sur des affûts de campagne. Deux de ces canons, ainsi que quatre mortiers (12 pouces) de la batterie Piper sont utilisés comme premières batteries du fort Tilden dans les environs de Far Rockaway, dans le Queens. La suppression de la moitié des mortiers fait également partie d'un programme d'amélioration de la cadence des autres mortiers sur l'ensemble des forces. Aucune des armes retirées du fort Hamilton pendant la première guerre mondiale sont retournées dans le fort.

### Entre les deux guerres
La fin de la première guerre mondiale signifie aussi plus de changements pour le fort Hamilton. La paire de canons escarmotables de 6 pouces de la batterie Livingston de 1920 est transférée à West Point pour être utilisée pour la formation des élèves-officiers. Ces deux canons sont conservés aujourd'hui au fort Pickens près de Pensacola, en Floride, et la batterie Chamberlin au Presidio de San Francisco, les derniers canons escamotables de 6 pouces à l'extérieur des Philippines. Une paire de canons de 3 pouces M1898 de la batterie Griffin est retirée dans les années 1920, faisant partie d'un retrait de service de certaines types de canons. En 1921, deux batteries de canons à longue portée de 12 pouces sont achevées à fort Hancock, New Jersey, et en 1924, l'installation de canons de 16 pouces à fort Tilden sont relégués du fort Hamilton à la deuxième ligne de défenses côtières de New York. En 1937, la paire de canons de 12 pouces de la batterie Neary est supprimée.

### Seconde Guerre mondiale
Durant la Seconde Guerre mondiale, le fort Hamilton sert principalement comme un centre de mobilisation, comme il l'a fait lors de la Première Guerre mondiale. Sauf pour les deux canons sur piédestal de 6 pouces restants de la batterie de Livingston et la paire de canons de 3 pouces de la batterie Griffin, les canons restants sont progressivement réformés ; la paire de canons de 16 pouces de la Highlands Military Reservation dans le New Jersey avec le fort Tilden remplace les anciennes défenses. Une batterie anti-aérienne, probablement des canons de 90 mm, est au fort pendant la guerre.

### Après la Seconde Guerre mondiale
Peu de temps après la Seconde Guerre mondiale, il est décidé que ces canons de défenses côtières sont obsolètes. En 1948, le dernier canon de défense côtière est retiré du fort Hamilton. Une batterie de quatre canons M1 de 120 mm est au fort en 1952-54, en tant que système de défense aérienne de la guerre froide. À la fin des années 1950 et au début des années 1960, les batteries de canons inutilisées sont détruites ou enfouies pour le pont de Verrazano-Narrows et la Belt Parkway.

### Unités
Les unités de l'armée régulière suivantes sont établies au fort Hamilton :
- 12th Infantry Regiment : 20 octobre 1861
- 21th Infantry Regiment : 20 mai 1862
- 5th Coast Artillery Régiment : 1924

Dans les années 1960, le fort Hamilton sert également comme siège de l'école des aumôniers de l'armée des États-Unis à la suite de la fermeture récente du fort Slocum. Des centaines d'aumôniers de l'armée, de l'armée de réserve et de la Garde Nationale de l'Armée Aumôniers et leurs assistants sont formés là pour le service actif et la réserve des ministères pour les soldats et leurs personnes à charge. L'école est ensuite transférée au fort Jackson en Caroline du Sud où il réside maintenant.

## Aujourd'hui
Le fort Hamilton est le dernier poste en activité de la ville de New York.

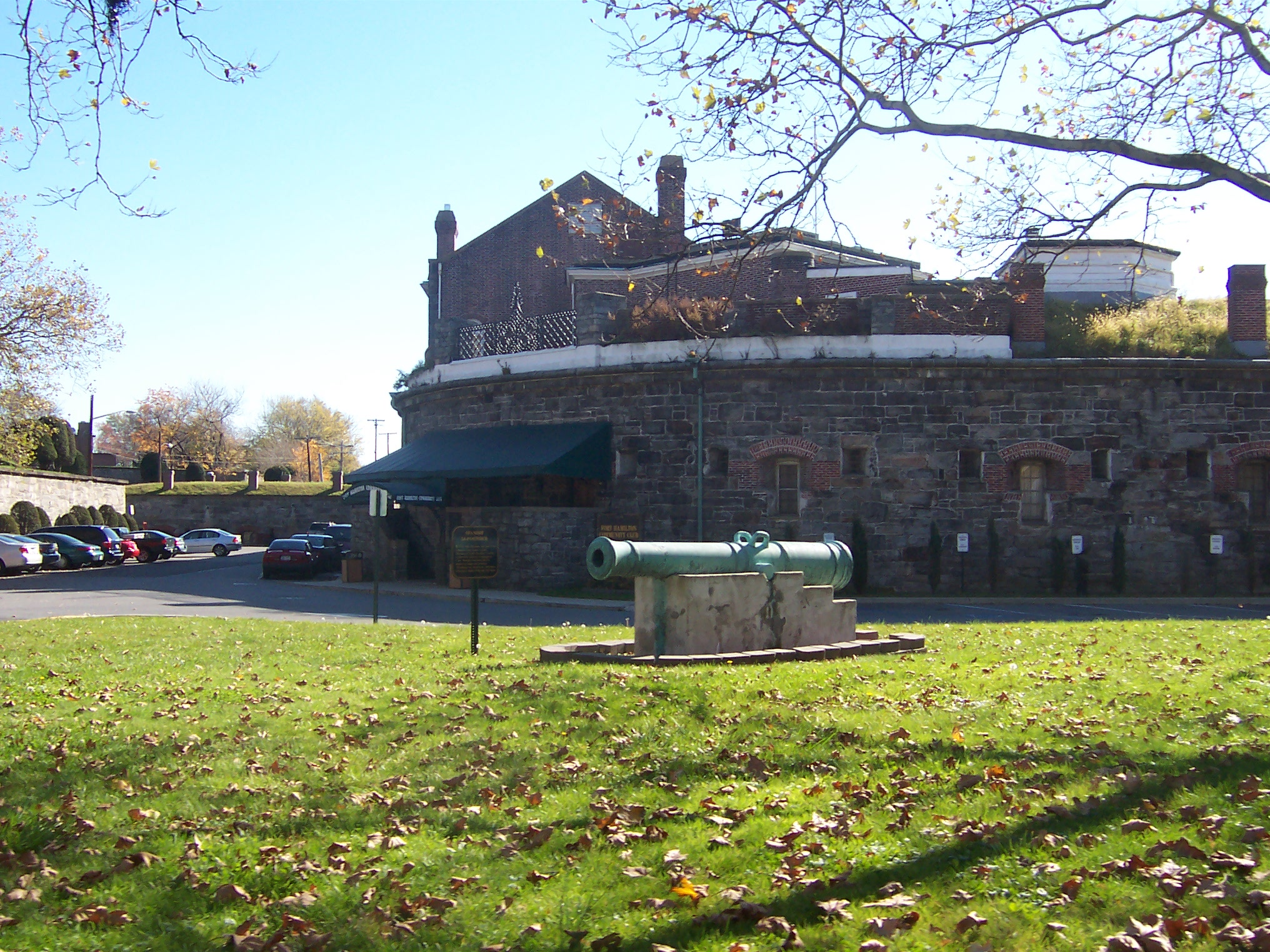
Club historique de la communauté du fort Hamilton dans le vieux fort

À l'heure actuelle, la garnison du fort Hamilton de l'armée américaine est le siège du bataillon de recrutement de la ville de New York, de la station des modalités d'entrée militaire, du quartier général de la division de l'Atlantique Nord du corps du génie de l'United States Army, de la 1179th Transportation Brigade et du 722nd Aeromedical Stating Squadron, l'organisation de ce dernier étant géographiquement séparée de l'unité (GSU) du 439th Airlift Wing du commandement de la force aérienne de réserve.
Le fort Hamilton prend également en charge beaucoup d'unités de l'armée de réserve et de la garde nationale de l'armée de New York, Ces unités de la garde nationale de l'armée comprennent la 133rd Quartermaster Company, la compagnie C du 642d Aviation Support Battalion, la 222d Chemical Company, et la 107th Military Police Company. En octobre 1997, le fort Hamilton passe sous le commandement du district militaire de Washington et en octobre 2002, en vertu de la transformation de l'armée, le fort Hamilton fait partie de l'agence de gestion de l'installation - région nord-est.
La construction du pont de Verrazano-Narrows au début des années 1960 a fait disparaître plusieurs structures historiques, y compris le fort Lafayette, qui était situé près du rivage de Brooklyn, où la tour du pont s'élève désormais hors de l'eau. Au cours de la même période, les efforts en vue de sauver le patrimoine historique de la Narrows augmente. Une partie de la contribution de l'armée de terre américaine à la préservation de ce patrimoine est au musée de la défense du port à fort Hamilton.
Le fort original est devenu plus tard le club des officiers et abrite aujourd'hui le club de la communauté. La caponnière, une miniature fort gardant la porte principale du fort, abrite aujourd'hui le musée de la défense du port. D'autres monuments remarquables dont la maison de Robert E. Lee, où Lee, puis un capitaine, a résidé pendant qu'il était en poste d'ingénieur de la garnison, et les lignes des colonels, six maisons de ville historiques qui ont été utilisées comme résidences des officiers supérieurs. Toutes ces structures sont inscrites sur le Registre national des lieux historiques.
Dans les années 2000, le terrain de parade historique qui se trouvait derrière l'ancien bâtiment du quartier général du commandement de la région de New York (NYAC) et le bureau du personnel militaire, l'ancien site de nombreuses cérémonies et festivités, se développe en logements privatisés rapidement construits. Le mât de drapeau historique et le canon sont toujours présents sur le site, près de l'ancien bâtiment du quartier général, et en face de la boutique du barbier du Post Exchange.
En 2007, la caserne en briques historique, située sur la parcelle de terre à l'intérieur de Pershing Loop sur la partie orientale de la base, qui abritait autrefois le peloton de cérémonie du commandement de la région de New York et la compagnie de la police militaire, est démolie. Le peloton de cérémonie, composé seulement de fantassins, réalisait les honneurs funèbres et les fonctions de cérémonial (telles que le déploiement de la garde des couleurs dans les défilés de la ville de New York, ou les tirs de canons pour le début du marathon de New York), dans la grande région de New York, y compris Long Island, New York City, ainsi que certaines parties du New Jersey, avec le 26th Army Band qui était similaire à la vieille garde, à Washington, DC
Un canon Rodman expérimental de 20 pouces de l'époque de la guerre de Sécession, l'un des deux seuls restant et le plus grand canon jamais construit par l'un des deux camps de cette période, est dans le parc John Paul Jones, immédiatement au nord du fort. De nombreux obus de cette arme sont exposés sur le terrain du fort. Un canon, anciennement de marine, Mark V Mod 8 de 12"/45 calibre est également exposé dans le poste, représentant le type d'arme que le fort avait à l'époque Endicott.

## Dans la culture populaire
Le fort Hamilton est le lieu de la quasi-totalité du roman de Nelson DeMille, Word of Honor.